# Pogoniotarsus crucifer
Pogoniotarsus crucifer är en skalbaggsart som beskrevs av Ernst Gustav Kraatz 1895. Pogoniotarsus crucifer ingår i släktet Pogoniotarsus och familjen Cetoniidae. Inga underarter finns listade i Catalogue of Life.